# Rolfstorp
Rolfstorp – miejscowość (tätort) w Szwecji, w regionie administracyjnym (län) Halland, w gminie Varberg.
Według danych Szwedzkiego Urzędu Statystycznego liczba ludności wyniosła: 537 (31 grudnia 2015), 573 (31 grudnia 2018) i 582 (31 grudnia 2019).